# Jack Peart
John George Peart, plus connu sous le nom de Jack Peart (né le 3 octobre 1888 à South Shields dans le Tyne and Wear et mort le 3 septembre 1948 à Paddington dans le Grand Londres), est un footballeur anglais qui évoluait au poste d'attaquant, avant de devenir ensuite entraîneur.

## Palmarès
| \| Notts County - Championnat d'Angleterre D2 (1) : - Champion : 1913-14. - Meilleur buteur : 1913-14 (28 buts). \| \| Rochdale - Championnat d'Angleterre D3-Nord : - Vice-champion : 1923-24. \| |  | Rochdale - Championnat d'Angleterre D3-Nord : - Vice-champion : 1923-24 et 1926-27. |
| Notts County - Championnat d'Angleterre D2 (1) : - Champion : 1913-14. - Meilleur buteur : 1913-14 (28 buts).                                                                                      |  | Rochdale - Championnat d'Angleterre D3-Nord : - Vice-champion : 1923-24.            |